# ジョン・A・ローガン

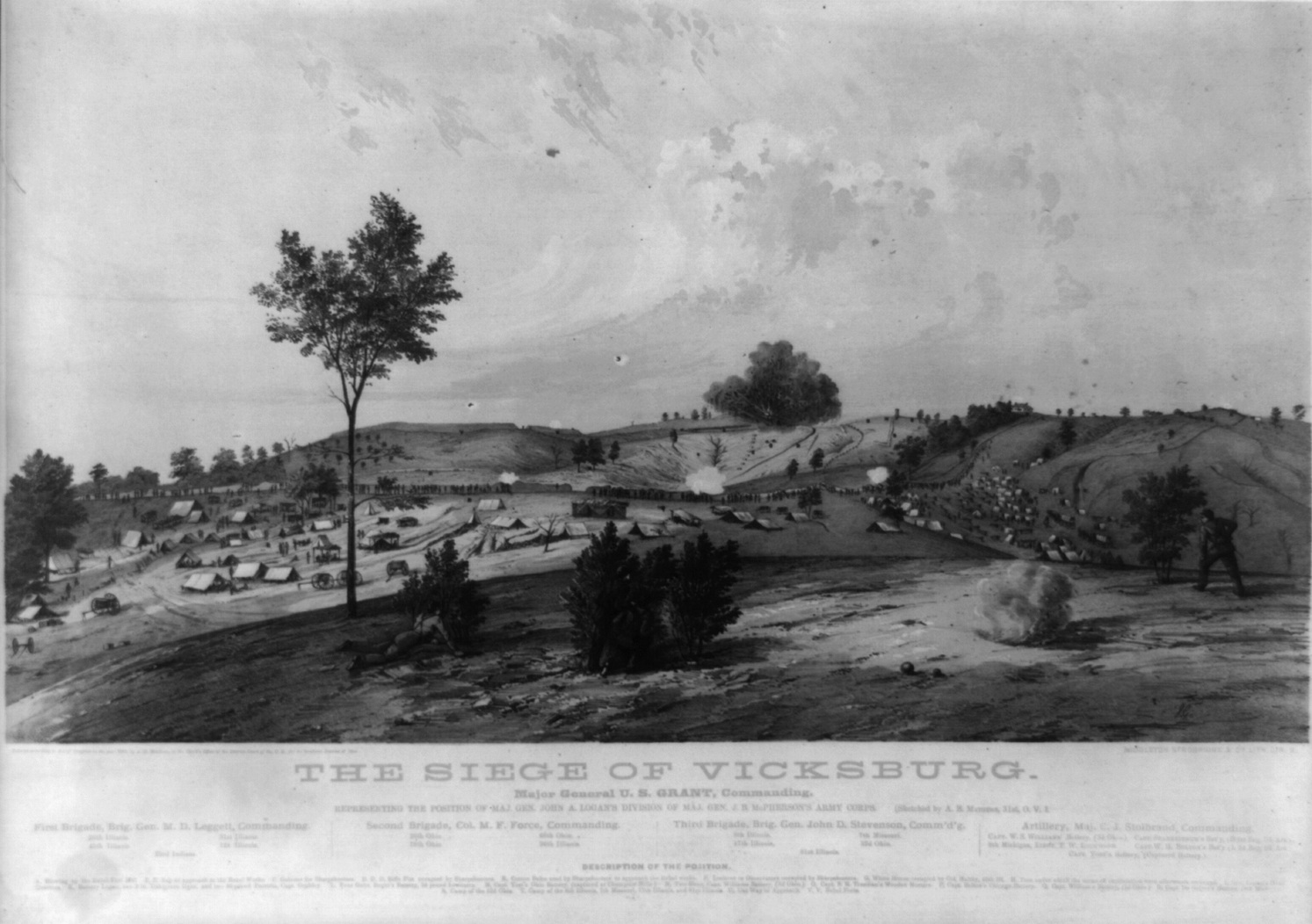
ビックスバーグの包囲戦でローガン師団の陣のイラスト

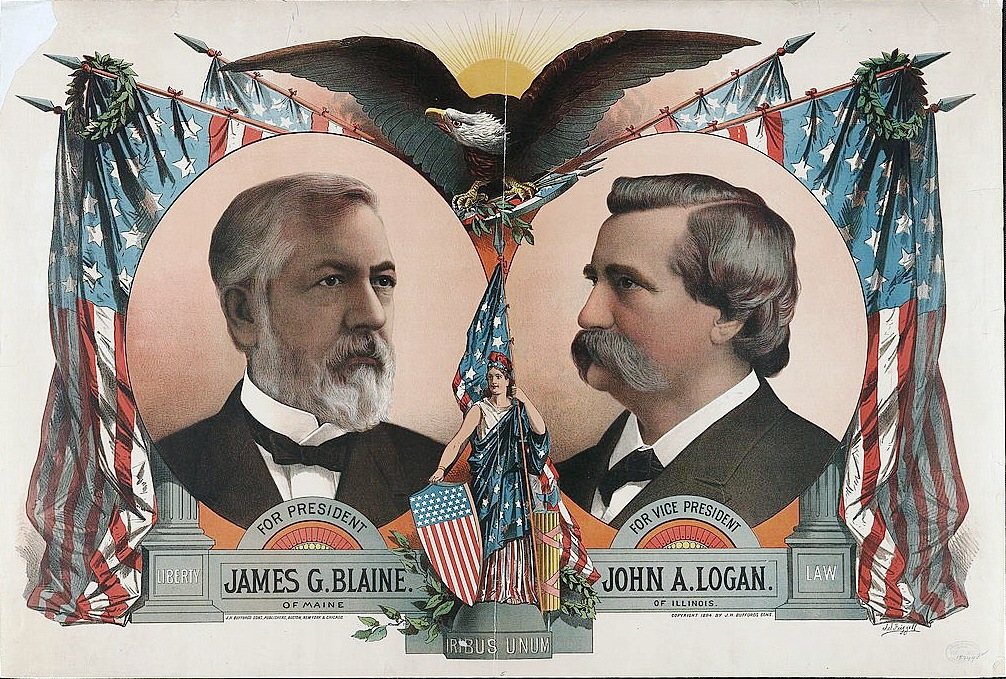
1884年大統領選挙のポスター

ジョン・アレグザンダー・ローガン（英: John Alexander Logan, 1826年2月8日-1886年12月26日）は、アメリカ合衆国の軍人、政治家である。米墨戦争に従軍し、南北戦争では北軍の将軍だった。イリノイ州選出のアメリカ合衆国上院議員となり、1884年の大統領選挙で共和党の副大統領候補になったが、落選した。

## 生涯

### 生い立ちと初期の政歴
ローガンはイリノイ州ジャクソン郡、現在のマーフィーズボロで生まれた。14歳までは学校に行っていなかったが、その後シャイロー・カレッジで3年間学び、米墨戦争で第1イリノイ歩兵連隊の少尉として従軍した。叔父の事務所で法律を学び、1851年にルイビル大学の法学部を卒業し、法律実務に就いて成功した。
ローガンはスティーブン・ダグラスの民主党員として政界に入り、1849年に郡事務官に選出され、1853年から1854年と1857年には州議会下院議員を務めた。またその合間の期間に一時、イリノイ州第3司法管轄地区の検察官を務めた。1858年と1860年には民主党員として、イリノイ州下院議員に選ばれた。

### 南北戦争
第一次ブルランの戦いでは、ミシガン連隊の未登録志願兵として戦い、その後ワシントンD.C.に戻って議員の職を辞し、自分で編成した第31イリノイ志願兵連隊の大佐として北軍に入った。その部下達には「ブラック・ジャック」という渾名で呼ばれた。これはその黒い目と髪、日に焼けた容貌のためであり、文民から軍隊に入った最も有能な士官の1人と見なされた。西部戦線でユリシーズ・グラントの軍隊で仕え、ベルモントの戦いに参戦してその馬が殺され、ドネルソン砦の戦いではローガン自身が負傷した。ドネルソン砦の勝利直後に、1862年3月21日付けで准将に昇進した。ジョン・ホタリング少佐がその参謀長として仕えた。コリンスの包囲戦のときに初めて1個旅団を指揮し、その後テネシー軍の第1師団を指揮した。1863年春、1862年11月29日付けで少将に昇進した。
グラントのビックスバーグ方面作戦では、ジェイムズ・マクファーソンの第17軍団で第3師団を指揮し、1863年にビックスバーグ市中に入った最初の師団となり、占領後は軍政府長官となった。ビックスバーグ方面作戦での功績で名誉勲章を授けられた。1863年11月、ウィリアム・シャーマンの後を継いで第15軍団指揮官となった。さらにマクファーソンの戦死後、アトランタの戦い（1864年7月22日）ではテネンシー軍を指揮したが、その後でオリヴァー・O・ハワード少将が引き継いだ。1864年の選挙のためにイリノイ州に戻ったが、その後軍隊に戻り、カロライナ方面作戦ではその第15軍団を指揮した。
1864年12月、グラントはナッシュヴィルでのジョージ・ヘンリー・トーマス少将の行動に我慢がならなくなり、トーマスを解任するためにローガンを派遣した。トーマスがナッシュヴィルの戦いでジョン・ベル・フッド中将の南軍を完璧に叩いたという報せが届いた時は、ケンタッキー州ルイヴィルに留まっていた。

### 戦後の政歴
南北戦争後、ローガンは共和党員としてその政歴を再開し、1867年から1871年までアメリカ合衆国下院議員、1871年から1877年までおよび1879年から死去する1886年まで上院議員を務めた。上院においてローガンが主導した問題の1つは、フィッツ・ジョン・ポーター少将の軍法会議における有罪判決を覆すために取られた行動を止めさせることだった。
ローガンは常に攻撃的党派にあり、共和党の急進派と目されていた。1868年、アンドリュー・ジョンソン大統領の弾劾では管理者の1人となり、1884年アメリカ合衆国大統領選挙で、共和党から大統領候補ジェイムズ・G・ブレインの副大統領候補として指名されることになったが、選挙では破れた。この選挙運動でアトランタ・サイクロラマ（円筒形パノラマ）の描画を始めたが、これはアトランタの戦いにおけるその英雄像を強調することになった。退役兵問題に行動的であり、国民の休日として戦没将兵追悼記念日を創設することに貢献した。
死去した際には遺体がアメリカ合衆国議会議事堂に安置され、アメリカ合衆国軍人および空軍兵国立墓地に埋葬されている。

## 遺産

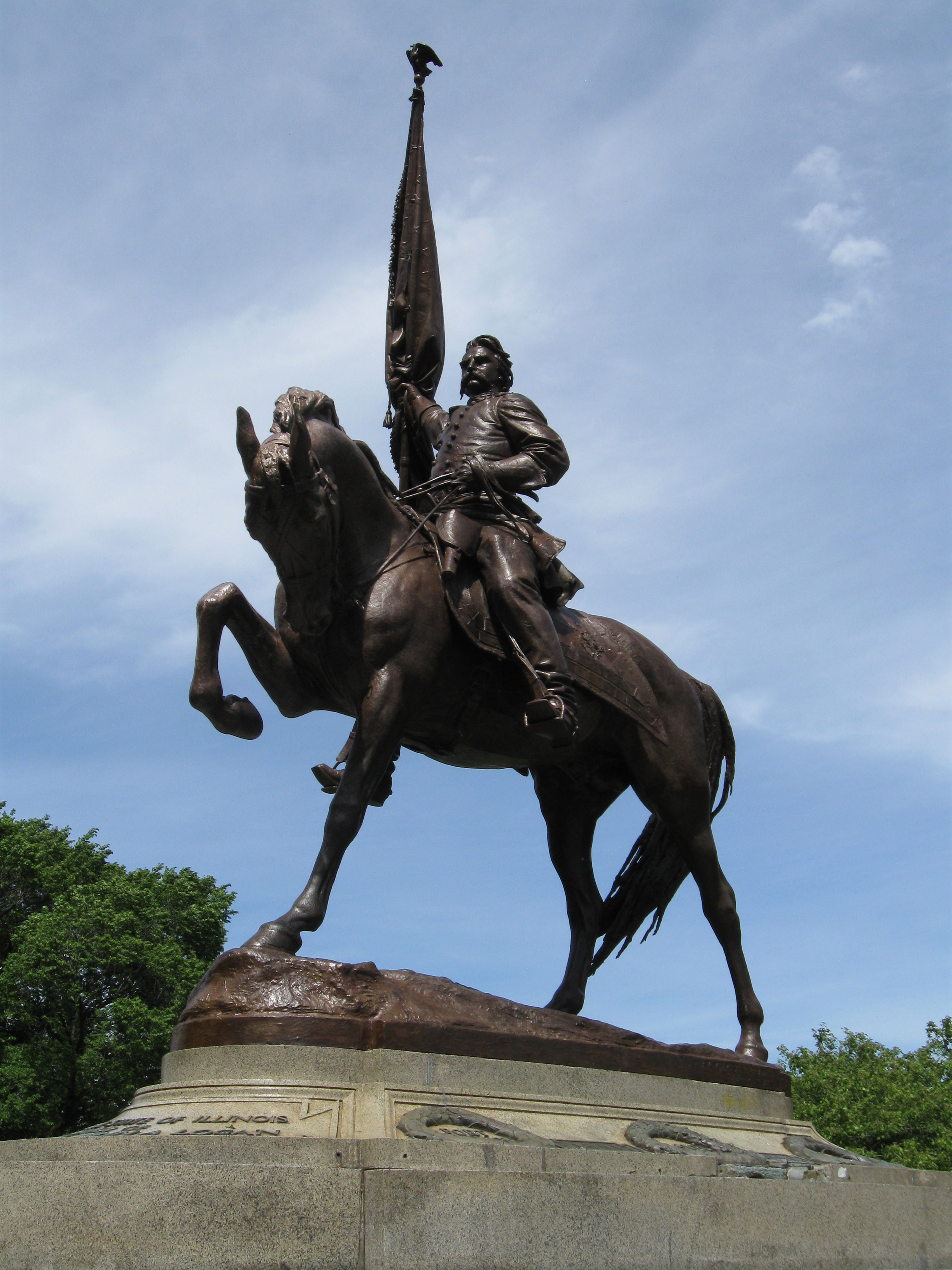
シカゴ、グラント公園のローガン将軍像

- ローガンは幾つかの著書を残しており、その中には南北戦争の党派的証言である『大きな陰謀：その起源と歴史』（1886年）や『アメリカの志願兵』（1887年）がある。
- イリノイ州はローガンの騎馬像を制作し、現在シカゴのグラント公園に建てられている。他にもワシントンD.C.のローガン広場に騎馬像があり、その広場は取り巻く近辺の名称にもなっている。
- シカゴのローガン広場およびローガン大通はローガンに因んで命名され、他にはカリフォルニア州サンディエゴのローガン・アヴェニューとローガン・ハイツ（別名バリオ・ローガン）、ニュージャージー州ローガン・タウンシップがある[2]。
- ローガンの故郷イリノイ州マーフィーズボロにはローガン博物館やジョン・A・ローガン将軍小学校があり、近郷のカーターヴィルにはコミュニティ・カレッジであるジョン・A・ローガン・カレッジがある。
- 1892年から1970年代初期まであったイリノイ州兵基地で射撃練習場のキャンプ・ローガンもローガンに因んで名付けられた。
- イリノイ州ローガン郡はローガンの父で先駆的な医者だったジョン・ローガン博士に因んで名付けられたことは注目すべきである。カンザス州ローガン郡はローガン将軍に因んで名付けられた。
- ローガンは一時期ミシガン州ランシングの通り名になっていた。地域社会活動家が1991年に市議会を説得して、その通りの名前をマーティン・ルーサー・キング・ブールバールとも呼ぶようにさせた。ローガンの名前は数年後に完全に消えた。